# Ponta João Ribeiro
Ponta João Ribeiro är en udde i Kap Verde.   Den ligger i kommunen Concelho de São Vicente, i den nordvästra delen av landet, 270 km nordväst om huvudstaden Praia.
Terrängen inåt land är huvudsakligen kuperad, men den allra närmaste omgivningen är platt. Havet är nära Ponta João Ribeiro åt nordväst. Närmaste större samhälle är Mindelo, 4,0 km öster om Ponta João Ribeiro. 
Omgivningarna runt Ponta João Ribeiro är i huvudsak ett öppet busklandskap. Runt Ponta João Ribeiro är det ganska tätbefolkat, med 222 invånare per kvadratkilometer.